# Gunnar Uddén
Gunnar Olof Johan Åkesson Uddén, född 27 maj 1935 i Gustaf Vasa församling, Stockholm, är en svensk skådespelare, främst röstskådespelare.

## Filmografi
- 1965 – Arken
- 1987 – Ducktales
- 1988 – Nya äventyr med Nalle Puh
- 1994 – Mumfie
- 1996 – Lilla Djungelboken
- 1997 – Hennes armeniske prins
- 1998 – Ett småkryps liv
- 1998 – Mulan
- 1999 – Musses verkstad
- 1999 – Inspector Gadget
- 1999 – Nalle Puh – Vännernas fest
- 1999 – Pettson och Findus – Katten och gubbens år
- 2000 – Pettson och Findus – Kattonauten
- 2000 – Kejsarens nya stil
- 2000 – Vägen till El Dorado
- 2000 – Tigers film
- 2000 – 102 dalmatiner
- 2001 – Hos Musse
- 2001 – Boken om Nalle Puh
- 2001 – Shrek
- 2001 – Musse Piggs magiska jul – Julfest hos Musse
- 2002 – Peter Pan II - Tillbaka till landet Ingenstans
- 2002 – Askungen II – Drömmen slår in
- 2003 – Nasses stora film
- 2004 – Shrek 2
- 2005 – Pettson och Findus – Tomtemaskinen
- 2006 – Musses klubbhus
- 2006 – Lotta från Uppfinnarbyn
- 2007 – Askungen 3 – Det magiska trollspöet
- 2010 – Geronimo Stilton

## Teater

### Roller (ej komplett)
| År   | Roll                         | Produktion                                                                          | Regi                 | Teater            |
| ---- | ---------------------------- | ----------------------------------------------------------------------------------- | -------------------- | ----------------- |
| 1958 |                              | Magister Bläckstadius August Blanche                                                | Else Fisher          | Riksteatern       |
| 1970 |                              | En folkefiende Henrik Ibsen                                                         | Tom Lagerborg        | Örebroensemblen   |
| 1970 |                              | Skandalen Lars Björkman                                                             | Kåre Santesson       | Örebroensemblen   |
| 1972 |                              | Pampen Lars Björkman                                                                | Stig Ossian Eriksson | Örebroensemblen   |
| 1972 |                              | Amfitryon (Amphitryon!) Peter Hacks                                                 | Tom Lagerborg        | Örebroensemblen   |
| 1973 | Wang                         | Den goda människan i Sezuan (Der gute Mensch von Sezuan) Bertolt Brecht             | Jan Håkansson        | Örebroensemblen   |
| 1974 | Rumpf Bohn                   | Frihet i Bremen (Bremer Freiheit) Rainer Werner Fassbinder                          | Tom Lagerborg        | Örebroensemblen   |
| 1974 | Colin de Cayeux              | Villon (The Judgement of François Villon) Herbert Edward Palmer                     | Tom Lagerborg        | Örebroensemblen   |
| 1975 |                              | Och så kom det en gosse! Carl Hammarén                                              | Peter Flack          | Örebroensemblen   |
| 1975 | Svejk                        | Svejk i andra världskriget (Schweyk im zweiten Weltkrieg) Bertolt Brecht            | Claes Lundberg       | Örebroensemblen   |
| 1975 | Duncan Skotsk läkare         | Macbeth William Shakespeare                                                         | Claes Lundberg       | Örebroensemblen   |
| 1976 | Hilmar Tönnessen             | Samhällets stöttepelare (Samfundets støtter) Henrik Ibsen                           | Claes Lundberg       | Örebroensemblen   |
| 1977 | August Strindberg            | Tribadernas natt Per Olov Enquist                                                   | Jan Håkansson        | Örebroensemblen   |
| 1978 |                              | Lika för lika (Measure for Measure) William Shakespeare                             | Claes Lundberg       | Riksteatern       |
| 1978 | Jack O'Brien Tobby Higgins   | Mahagonny (Aufstieg und Fall der Stadt Mahagonny) Bertolt Brecht och Kurt Weill     | Torsten Sjöholm      | Örebroensemblen   |
| 1980 |                              | I vackra drömmars land Lars Björkman                                                | Pierre Fränckel      | Riksteatern       |
| 1982 | Sancho Panza                 | Mannen från La Mancha (Man of La Mancha) Mitch Leigh, Joe Darion och Dale Wasserman | Georg Malvius        | Örebro länsteater |
| 1983 | Per Lindberg Läkaren Kyparen | Mitt hjärta har ingen sköld Thomas Lindroth                                         | Örjan Herlitz        | Örebro länsteater |
| 1984 | Herr Schultz                 | Cabaret John Kander, Fred Ebb och Joe Masteroff                                     | Georg Malvius        | Örebro länsteater |
| 1984 |                              | Två herrars tjänare (Il servitore di due padroni) Carlo Goldoni                     | Alfred Meschnigg     | Örebro länsteater |

## Radioteater
| År   | Roll | Produktion                                                           | Regi          |
| ---- | ---- | -------------------------------------------------------------------- | ------------- |
| 1973 |      | Stanislaus och prinsessan (Stanislaus and the Princess) Lee Torrance | Tom Lagerborg |
| 1975 |      | Bye bye blues James Saunders                                         | Tom Lagerborg |